# Kuzsinszky Bálint-emlékérem
A Kuzsinszky Bálint-emlékérem a Magyar Régészeti és Művészettörténeti Társulat által 1941-ben alapított elismerés, amelyet évente egy kiemelkedő tudományos eredményeket elérő régésznek adományoznak. Átadására a Társulat év eleji (február, március), az előző év munkájáról számot adó közgyűlésén kerül sor. 
1963, 1971, 1973, 1984, 1986, 1991, 1993, 1995, 2002, 2003, 2004 és 2007 esztendőkben ketten nyerték el a díjat, míg más esztendőkben (1961, 1968, 1982, 2005 és 2008) nem került kiadásra. 

## Kitüntetettek
- 1943 – Patay Pál
- 1944 – Korek József
- 1945 – ?
- 1946 – ?
- 1947 – ?
- 1948 – Bónis Éva
- 1949 – ?
- 1950 – ?
- 1951 – ?
- 1952 – ?
- 1953 – ?
- 1954 – ?
- 1955 – ?
- 1956 – ?
- 1957 – ?
- 1958 – Holl Imre
- 1959 – ?
- 1960 – Fitz Jenő
- 1961 –  ―– [2]
- 1962 – Mócsy András
- 1963 – Bóna István
- 1963 – Castiglione László
- 1964 – Héjj Miklós
- 1965 – Alföldy Géza [3]
- 1966 – Soproni Sándor
- 1967 – Kalicz Nándor
- 1968 –  ―– [2]
- 1969 – Thomas Edit
- 1970 – Burger Alice
- 1971 – Kákosy László
- 1971 – Póczy Klára
- 1972 – Trogmayer Ottó
- 1973 – Dienes István
- 1973 – Gedai István
- 1974 – Petres Éva
- 1975 – Kralovánszky Alán
- 1976 – Makkay János
- 1977 – Sós Ágnes
- 1978 – Szilágyi János György [4]
- 1979 – Valter Ilona
- 1980 – Bándi Gábor
- 1981 – Gabler Dénes
- 1982 –  ―– [2]
- 1983 – Palágyi Sylvia
- 1984 – Kovalovszki Julia
- 1984 – Szabó Miklós
- 1985 – Horváth István
- 1986 – Garam Éva
- 1986 – Gömöri János
- 1987 – Kiss Attila
- 1988 – Müller Róbert
- 1989 – Tomka Péter
- 1990 – Bálint Csanád
- 1991 – Éry Kinga
- 1991 – Tóth Endre
- 1992 – Torma István
- 1993 – Kovács László
- 1993 – T. Dobosi Viola
- 1994 – H. Kelemen Márta
- 1995 – Lőrincz Barnabás
- 1996 – Bánki Zsuzsa
- 1997 – Benkő Elek
- 1998 – Zsidi Paula
- 1999 – Biczó Piroska
- 2000 – Szirmai Krisztina
- 2001 – Szőnyi Eszter
- 2002 – Németh Margit
- 2002 – Torbágyi Melinda Judit
- 2003 – Borhy László
- 2003 – Költő László
- 2004 – Juan Cabello
- 2004 – László Csaba
- 2005 –  ―– [2]
- 2006 – Miklós Zsuzsa
- 2007 – Bánffy Eszter
- 2007 – Honti Szilvia
- 2008 –  ―– [2]
- 2009 – Végh András
- 2010 – Bondár Mária
- 2011 – Ottományi Katalin
- 2012 – Ritoók Ágnes
- 2013 – Kulcsár Gabriella
- 2014 – Mráv Zsolt
- 2015 – Ilon Gábor
- 2016 – Kiss Viktória
- 2017 – Dani János
- 2019 – Bíró Szilvia[5]
- 2020 – Rosta Szabolcs[6]

Azonosítatlan években
- Gábori Miklós
- Hajmási Erika
- Hunyady Ilona
- B. Kutzián Ida
- Radnóti Aladár [7]
- Szentléleky Tihamér